# Washingtonterritoriet
Washingtonterritoriet (engelska: Washington Territory) var ett amerikanskt territorium, som existerade från 2 mars 1853 och fram till 11 november 1889, varefter territoriet blev den amerikanska delstaten Washington. Det skapades ur Oregonterritoriet. Då territoriet var som störst, omfattade det även delar av vad som senare kom att bli Idaho, Montana och Wyoming, innan de slutliga gränserna fastställdes 1863.

### Fotnoter
1. ↑  ”Washington” (på engelska). World Statesmen. http://www.worldstatesmen.org/US_states_V-W.html#Washington. Läst 20 juli 2015.